# Berezanka
Berezanka (în ucraineană Березанка) este așezarea de tip urban de reședință a raionului Berezanka din regiunea Mîkolaiiv, Ucraina. În afara localității principale, mai cuprinde și satele Andriivka, Malahove, Markivka și Popilne.

## Demografie
Componența lingvistică a așezării de tip urban Berezanka
     Ucraineană (93,42%)
     Rusă (5,26%)
     Alte limbi (0,69%)
Conform recensământului din 2001, majoritatea populației așezării de tip urban Berezanka era vorbitoare de ucraineană (93,42%), existând în minoritate și vorbitori de rusă (5,26%).